# Symmachia pulchra
Symmachia pulchra är en fjärilsart som beskrevs av Rebillard 1958. Symmachia pulchra ingår i släktet Symmachia och familjen Riodinidae. Inga underarter finns listade i Catalogue of Life.